# Битка при Вимейру
Битката при Вимейру (на португалски: Batalha do Vimeiro) е важно сражение от периода на първото френско нахлуване в Португалия, част от първоначалния етап на Полуостровната война. Състои се на 21 август 1808 г. около селцето Вимейру, разположено на пътя към Лисабон. Англо-португалските войски, оглавявани от английския генерал Артър Уелсли (по-късно херцог на Уелингтън), удържат победа над френския генерал Жан Андош Жюно. След битката, британците се отнасят снизходително към поражението на французите и дори предоставят флота си за транспортирането им до Франция.

## Битката
На 21 август 1808 г., в сражението при Вимейру, английската армия на Уелингтън, подсилена с около 2000 португалски доброволци под командването на Николас Трант, удържа победа над френската армия на генерал Жюно. Жюно отстъпва към Торес-Ведрас, а на 30 август, предвид безизходното си положение, подписва споразумението от Синтра, по силата на което френските войски трябва да напуснат Португалия, а в замяна англичаните се задължават да пренесат французите с оръжието, знамената и багажа им до Франция.